# Bob Grant
Bob Grant, född 26 april 1934, död 25 juni 2007, var en australisk friidrottare. Han deltog vid olympiska sommarspelen 1956.